# Wymysorys
El wymysorys (Wymysiöeryś), també vilamovicià o vilamovià és una llengua germànica oriental parlada al poble de Wilamowice (Wymysöu en wymysorys), al voivodat de Silèsia, Polònia meridional. Segons l'Ethnologue, té 70 parlants i és considerada quasi extingida. Derivà de l'alt alemany al segle xii, amb fortes influències del baix alemany, el neerlandès, el frisó, el polonès i l'anglès antic